# FZ Близнецов
FZ Близнецов (лат. FZ Geminorum) — одиночная переменная звезда в созвездии Близнецов на расстоянии (вычисленном из значения параллакса) приблизительно 6 812 световых лет (около 2 089 парсек) от Солнца. Видимая звёздная величина звезды — от +16,7m до +12,7m.

## Характеристики
FZ Близнецов — красная пульсирующая переменная звезда, мирида (M) спектрального класса M. Эффективная температура — около 3375 К.